# Seznam japonskih kardinalov
Seznam japonskih kardinalov.

## D
- Peter Tatsuo Doi

## H
- Stephen Fumio Hamao

## K
- Tarcisio Isao Kikuchi

## M
- Thomas Aquino Manyo Maeda

## S
- Joseph Asajiro Satowaki
- Peter Seiichi Shirayanagi

## T
- Paul Yoshigoro Taguchi